# ボーイング767
ボーイング767
エア・カナダのボーイング767-300ER
- 用途：旅客機、貨物機
- 分類：セミワイドボディ民間旅客機
- 製造者： ボーイング
- 運用者

  - デルタ航空
  - 全日本空輸
  - 日本航空
  - エア・ドゥ
  - ほか
- 初飛行：1981年9月26日
- 生産数：1069機（2014年12月）
- 運用開始：1982年9月8日（ユナイテッド航空）
- 運用状況：運用中
- ユニットコスト：
767-200ER: 1億1,800万-1億2,800万USドル
 767-300ER: 1億3,300万-1億4,900万USドル
 767-300F: 1億4,300万-1億5,500万USドル
 767-400ER: 1億4,600万-1億6,050万USドル

ボーイング767（Boeing 767）は、アメリカ合衆国のボーイング社によって生産されている中型双発旅客機である。アメリカの主要都市を結ぶ航空路線用として開発された中距離旅客機である。同時期に開発されたボーイング757とともに、グラスコックピットを装備した「ハイテク機」と呼ばれ、自動着陸を含むオートパイロット機能をもつ。
計画中に石油危機などが発生したことから、経済性を重視した旅客機として開発されることになった。結果、ワイドボディ機の標準から外れる、比較的細い胴体を有する旅客機として、セミワイドボディ機に分類される。
本項では以下、ボーイング製の旅客機については、「ボーイング」という表記を省略し、数字のみで表記する。例えば「ボーイング767」であれば、単に「767」とする。

## 沿革

### 開発の経緯

#### 中距離旅客機の構想
ボーイングでは、1970年頃からイタリアのアエリタリアとの共同研究として、QSH旅客機と呼ばれる、低騒音の短距離離着陸機の研究を進めていた。このQSHは、全長が38.8m、主翼幅は40.0mというもので、エンジンを主翼上に配置するものであった。しかし、この種の旅客機が十分な市場規模となるにはそれ相応の環境整備を必要とし、またその環境整備には相当な期間がかかるとみられたことから、まず180席から200席程度の座席数で、1800マイルから2500マイルの航続距離を有する中距離旅客機を先に開発することを考えた。これは、この規模の旅客機が、次世代において大きな市場規模となると予想されたからである。
この計画は、ボーイング社内では「7X7」と呼ばれており、双発機（エンジンを2基搭載する航空機）と3発機（同3基搭載）の2種類が検討されていた。1973年までに「7X7」の研究が進展したことに加え、アメリカの大手航空会社であるアメリカン航空が3発機に強い関心を持っていることが判明したため、同年初頭に世界の主要航空会社に対して「7X7」の説明を行った。
ボーイングでは、中距離用140席クラスの双発機であるデザイン案を有力視していたが、1973年5月1日に座席数180席クラスの3発機のデザイン案「モデル751-666」が発表されると、多くの航空会社はそちらに関心を持った。「モデル751-666」では、主翼の上面にエンジンを配置することで低騒音化をねらった上、残る1基のエンジンは727のように胴体最後部に配置するというものであった。また、座席配列は横6列か7列で、ハイデンシティ（高密度）配置では横8列にすることも検討されていた。

#### 3国共同開発へ

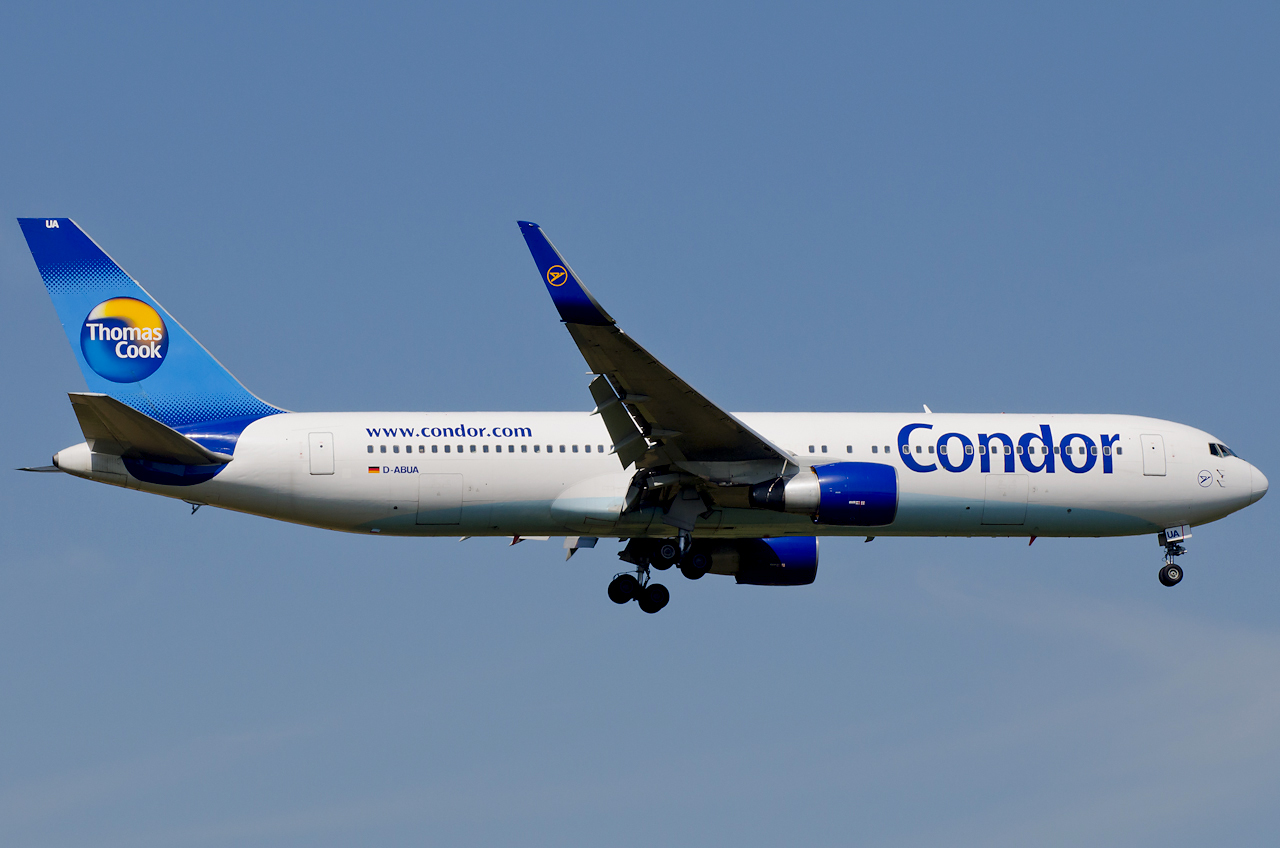
コンドル航空のボーイング767

これより少し遡った1966年代後半から、日本はオランダのフォッカーとYS-11に続く民間航空機を共同開発するための構想を進めていたが、1970年4月にフォッカーに180席クラスの案についての説明をした後、ボーイングにその調査の経過を説明した。ボーイングはここで日本が航空機の国際共同開発を計画していることを知り、日本に対してボーイングとの国際共同開発について提案した。
これを受けて、日本の通商産業省（現・経済産業省）や製造業界では、ボーイングとの共同開発のほうがより大きな市場展開が期待できるだけでなく、世界最大の航空機製造会社からの共同開発申し入れは我が国航空機産業への信認と声望を内外に印象づけるという意見が多勢を占めるようになった。日本では1973年4月1日に民間輸送機開発協会(CTDC)という社団法人を設立し、その後はCTDCが日本側の窓口となってボーイングとの交渉に当たることになった。
前述の通り、ボーイングではすでにアエリタリアとQSHについての共同研究を進めていたが、その研究が進むにつれて、前述の「7X7」案として固まりつつあった時期に、ボーイング・アエリタリア・CTDCの3社共同開発という方針となっていった。

#### 石油危機による方針変更
ところが、1973年に石油輸出国機構（OPEC）やアラブ石油輸出国機構（OAPEC）が原油生産の段階的削減や石油禁輸などを相次いで決定したため、全世界的な石油危機が引き起こされた。石油危機は航空業界において燃料価格が2倍から3倍にもおよぶ高騰を招いただけでなく、社会的にもインフレーションと不況を招くことになったため、航空会社の経営は悪化することとなり、とても新型機の導入どころではなくなり、ボーイングの「7X7」計画の進展にも影響を与えた。
こうした社会環境においては、航空機製造会社による新型機のデザインは、速度や快適性よりも省エネルギー性が優先されることになり、ボーイングも例外ではなかった。「7X7」構想自体も変化せざるをえなくなり、巡航速度はマッハ0.83からマッハ0.78程度に抑えられ、主翼の後退角やアスペクト比も燃費や空気抵抗の減少を最優先する構造に変化した。主翼の上面にエンジンを配置するというデザインも、1974年1月までにはすべて主翼下面に吊り下げる構造に変更された。その理由は、燃料消費を減らすために有利であるからというものであった。
ボーイングの経営状態も不振に陥ったため、ボーイングでは新型旅客機の開発には、日本が共同開発に加わることを強く期待していた。当時のボーイング社長に至っては、事業比率を50:50とし、航空機の名称でも「ボーイング/ジャパン」とすることを提案していたほどであった。しかし、日本が意思決定に手間取っている間の1974年6月頃になると、航空会社は石油危機から立ち直る気配を見せ、これに追随するかのように、ボーイングの経営状態も改善することになった。このため、ボーイング側の態度も次第に強気なものとなり、ついにはボーイング側から「これまで航空機開発で蓄積した貴重なノウハウを提供する以上、日本側からは相応の利益を提供すべき」という要求まで出る状態になった。結果的に、新型旅客機の開発では、日本は15パーセントの事業分担となり、「事実上ボーイングの下請けである」という意見も出る状態になったのである。

### 双発機と3発機
ともあれ、停滞気味であった「7X7」構想も再び具体化する方向へと進み始めた。とくにユナイテッド航空は、「7X7」構想の仕様決定に対するリーダーシップをとるようになり、ボーイングもユナイテッド航空が「7X7」に大きな期待を寄せていることを確信するようになった。1975年には、計画案として胴体中央部の幅が少し狭くなった、エリアルールを適用した計画案を立案したが、これは727の発展型のようなデザインの3発機であった。
ユナイテッド航空は洋上飛行のある路線への投入を考慮して3発機案を支持したが、当のボーイングは1977年10月になっても、双発機とするか3発機とするかの結論を出していなかった。ユナイテッド航空の主張を支持するのであれば3発機が好ましいが、燃料費高騰による経済性への要求を考えれば双発機が好ましいことは当然と考えられた。また、座席配列についても、横7列にするか横8列にするかで議論が続けられていたが、横7列にすることで胴体の幅が細くなることから燃料効率が最大2パーセント向上することが判明した。
それらの結果を受け、ボーイングはまず双発機の開発を先行させ、その後3発機を開発する方針を固めた。その上で、1977年12月22日に「7X7」のモデル案の1つである「モデル751-200」を、「ボーイング767」として開発することを決定した。この時点では、水平尾翼を垂直尾翼の上部に配置する「T字尾翼」を採用することとなっていたが、それは短距離での離着陸性能を重視したものであった。この時には、短胴型の767-100型と長胴型の767-200型を開発することになっていたが、長胴型はユナイテッド航空の要求にほぼ合致していたのに対し、アメリカン航空では短胴型に興味を示していた。しかし、ユナイテッド航空がエアバスA300などの他社機材も並行して導入検討をしており、ボーイングではユナイテッド航空を有力なポテンシャルを有する航空会社としてみていたため、短胴型を優先して開発すると、ユナイテッド航空からの受注獲得に障害になるという懸念があるとみられたことから、長胴型の開発を優先することになった。
その後もデザイン案の変更が行われ、「モデル751-2085C」というデザイン案が固まった。このデザイン案では、巡航時の飛行抵抗減少と燃費効率の向上を図り、航続距離を延伸するため、「T字尾翼」を採用せず、胴体尾部に水平尾翼を装備するデザインとされた。

### ローンチ

#### 製造開始
1978年1月5日には、ボーイングからエバレット工場の拡張計画が発表された。これは767の製造に対応するためのもので、屋内容積は当時世界最大の航空機組立工場となるものであった。同年7月24日、ユナイテッド航空から確定発注30機（オプション発注37機）を獲得すると同時に、正式に767-200型のローンチが発表された。一方、短胴型にこだわっていたアメリカン航空も、情勢の変化から長胴型を受け入れる方針に変化した。滑走路の短いニューヨーク・ラガーディア空港への乗り入れを行うための必須要件をアメリカン航空が提示し、ボーイングがこれを受け入れたため、アメリカン航空は1978年11月に767-200型を30機発注、同月中にはデルタ航空も15機を発注した。この時点で、短胴型767-100型は製造されないことになった。
また、767の3発機案として構想が立てられていた777（その後開発された双発機である777とは全く別）については正式に開発を破棄し、767-200型を標準型として、その長距離仕様である767-200ER型と、さらに胴体を延長した767-300型の3機種を当面の製品ラインアップとすることも決定された。
エバレット工場の拡張が完成した後の1979年7月6日より767の製造が開始された。

#### 共通化とハイテク化

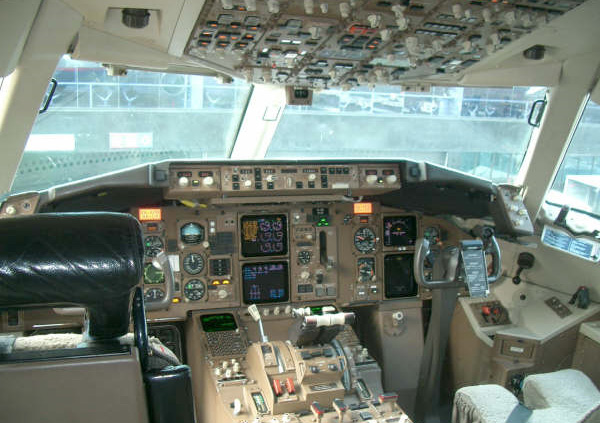
767のコックピット。中央の2つの画面がEICASモニター

757と767は同時期に開発する旅客機であることから、開発費を節約するためにも、両機種に多くの共通点を持たせることが考慮されていた。それは補助動力装置 (APU) やアビオニクス、さらには操縦資格まで共通化することを目指していた。通常、旅客機の操縦資格は機種ごとに取得することになるが、1つの操縦資格で2機種に乗務できることになれば、航空会社側でも操縦士の勤務割り当てに自由度が増すことになり、メリットは大きく、販売上も有利になると考えられたからである。この共通資格認定は1983年7月22日に認められ、地上講習（座学）により757と767の相違について学習することで、双方の機種への乗務が認められることになったのである。
また、757と767ではコクピットの共通化を図るだけでなく、計器類を合計6個のCRTに表示するグラスコックピットと航空機の機器状況などを容易に把握できるエンジン計器・乗員警告システム（EICAS）を搭載して自動化を進めることで直接運航コストが低減されることを目指した。これにより、これまで操縦士2人と航空機関士1人の計3人で乗務する必要があったものを、操縦士2人のみで安全な運航が可能になることを目標としていた。この当時、まだグラスコックピットという言葉自体がなく、むしろ757と767の登場によって初めて使用されるようになった言葉であった。
なお、757と767の操縦規格を共通化したことと2名のみでの運航を可能にしたことは、不運にもアメリカ同時多発テロ事件の遠因のひとつを作ることになってしまった。

#### 2人乗務と3人乗務
ところが、767を2人乗務とすることに対しては、「航空機関士の役目を軽視している」「航空機関士の仕事を奪う」「4つの目で見るより6つの目で見るほうが安全性が高い」などの理由により、アメリカの航空会社各社の乗員組合から反対の声が上がった。このため、ボーイング側でも乗員組合に配慮し、ローンチ当初は2人乗務仕様と3人乗務仕様という2種類のコックピットを製造すると表明した。このため、アメリカのほとんどの航空会社は3人乗務機として発注していたのである。
とはいえ、ボーイングは「767のハイテク・コックピットは2人乗務だからこそ本領を発揮する」と考えていたため、2人乗務の実現を求めて、政府機関まで巻き込んだ駆け引きが続いた。最終的に1981年に、アメリカ政府の諮問委員会が「2人乗務であっても安全性は損なわれない」と結論を出したことによって、最終的にはすべての航空会社が2人乗務機としての発注に切り替えた。
しかし、これは767の製造ラインにも影響を及ぼした。すでに30号機までは3人乗務機として製造を進めていたため、まず3人乗務機として完成させた上で機器のチェックを行い、その後2人乗務機に改修するという手順を採らなければならなかったのである。
ともあれ、767は最初から2人乗務機として営業運航が行われることになり、1982年7月30日に型式証明を取得、同年8月19日にはローンチカスタマーであるユナイテッド航空への引渡しが行われたのである。

### 販売不振と巻き返し

#### 受注の伸び悩み
当初の販売実績は決して順調ではなかった。1981年から1984年までの受注数の合計は35機という状況で、引渡しが開始された1982年にはわずか2機の受注しか獲得できなかったなど、苦戦が続いた。結局、767の受注数の合計が200機となるまでには実に6年以上の期間を要することになった。
特に、アメリカのフラッグ・キャリアであったパンアメリカン航空（パンナム）からの受注を獲得できなかったのは、航空業界でも大きな話題となった。パンナムは707や747などのローンチカスタマーとしてその開発にも強い影響を及ぼしており、ボーイングとの関係も強かったことから、パンナムは767がローンチすれば当然発注するものとみられていた。ところが、パンナムは767ではなく、エアバスA300・A310の発注を行ったのである。前述のように、燃料効率の向上のために胴体の太さをやや細くすることになったが、これは後述するようにそれまでのワイドボディ旅客機に搭載していたLD-3型貨物コンテナの搭載ができず、767専用のLD-2型コンテナしか使用できなくなった。LD-2型を747に搭載することは可能であるが、貨物室に無駄なスペースが発生することが、パンナムに敬遠されたのである。
1983年1月から、ボーイングでは767の航続距離延長型である767-200ER型の開発を開始した。767-200ER型の詳細は後述するが、これにより767の航続距離は、767-200型の5,852kmから9,445kmと飛躍的に延長された。さらにその後も改良が進んだことにより、最終的には767-200ER型の航続距離は12,352kmと、767-200型の2倍以上に延長された。しかし、767の受注数は伸び悩み、1984年9月の時点での767-200ER型の受注数は25機にとどまっており、767-300型に至ってはわずか8機しか受注を獲得できていなかった。

#### 洋上飛行制限の緩和
一方、この時期には、双発機の洋上飛行制限が緩和されてゆく気運が高くなっていた。まず1983年12月にはエア・カナダがそれまでの60分以内という洋上飛行制限を若干緩和した75分規定によりトロントとバミューダを結ぶ路線に767を投入、1984年3月にはエル・アル・イスラエル航空が60分規定を遵守しながらもテルアビブとモントリオールを結ぶ大西洋横断路線（以下「大西洋線」と記述する）に767を就航させ、1985年2月にはトランス・ワールド航空 (TWA) がボストンとパリを結ぶ路線に75分規定によって767を使用するなど、双発機を用いた洋上飛行が増えていった。1985年5月には、767の洋上飛行制限は120分まで（これは「ETOPS-120」と呼ばれている）と大幅に緩和された。
他方、767がアメリカで本格的に運航を開始した時期、アメリカの航空業界は航空自由化政策（ディレギュレーション）によって、限られた航空会社しか運航できなかった国際線の運航へ、自由に参入できるようになるなど、その経営環境に大きな変化をもたらした。これに伴い、大西洋線には、多くの航空会社が参入することになったが、大西洋線では1便あたりの輸送力よりも複数便を設定することにより利便性を重視する傾向があり、1機あたりの輸送力が多く設定されているそれまでのワイドボディ旅客機は、必ずしも大西洋線では使いやすいとはいえず、767程度の輸送力が適正と考えられた。そこへ、前述した洋上飛行制限の緩和が行われたのである。
これにより、大西洋線へ767の航続距離延長型を導入する航空会社や路線が増加することになり、767の受注数は次第に増加してゆくことになる。特に1989年の受注機数は96機を数えた。767の航続距離延長型は、その後胴体延長型の767-300ER型の開発も行われ、1986年12月22日に初飛行した。また、1989年3月には、767による洋上飛行制限は180分までに緩和された。この結果、大西洋線では2002年には週あたり1800便が767により運航されるという状態になり、767は大西洋線の主力機材となった。パンナムが嫌ったコンテナ搭載の弱点も、767が大西洋線の主力機材となったために、結果的には弱点とはならなくなったのである。さらに日本航空やエア・カナダなどは太平洋線（日本 - ハワイや日本 - カナダ路線）にも導入を進めた。
冷戦崩壊後はロシアの航空会社もユーザーに加わっており、リース会社経由ながらアエロフロート・ロシア航空でも就航するようになった。さらに長胴型の-400型のローンチも行われた。しかし2000年代に入り、ヨーロッパを中心にエアバスA330などの同クラスの機体に市場シェアを奪われたうえに、787や777-200とも競合するケースもあり、売り上げが大きく落ち込み-400型は早々に生産を停止することとなった。
2011年2月に767シリーズは1000機を突破したものの、ボーイングは民間機としては787（2011年就航）に役目を譲り、767は空中給油機や早期警戒管制機など軍用機としての売り込みを強める姿勢を見せている。なお、旅客型の生産は2014年に受注残がなくなったのをもって事実上終了している。

## 機体の特徴

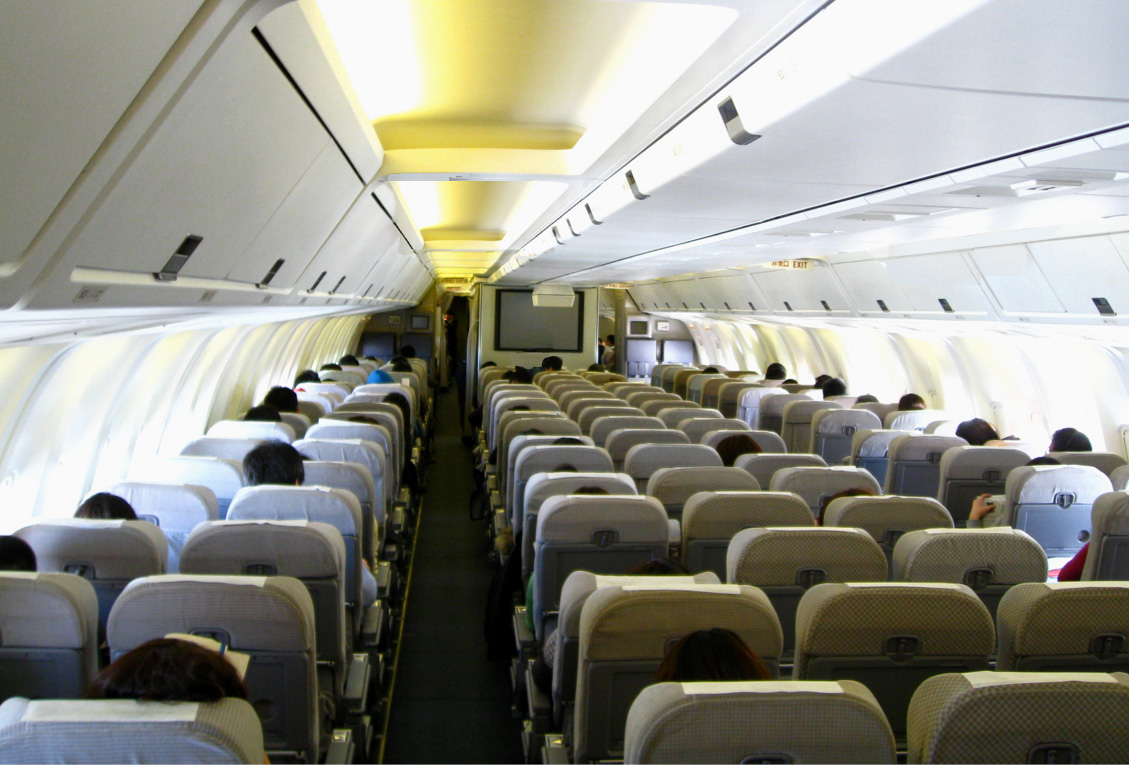
767-300の機内

客室最大幅は4.7mあり、通路を2つ設けることが可能であるが、床下の貨物室はLD3コンテナ (Unit Load Device) を2個並列に並べることができず（専用のより小さいLD2コンテナなら並列に入る）、ワイドボディ機の標準からは外れている。これらのことから767の胴体はセミワイドボディ機に分類される。
767の座席配列は横2-3-2（エコノミークラスの場合）と、それまでの旅客機には見られない珍しい配置であった。これはボーイングのアンケート調査や実験などによる結果で決定したもので、ボーイングではその実験結果を「ミドルマンの悲劇」と呼んでいる。これは、普通多くの乗客は窓側か通路側の席を好み、特に配列数が奇数になる中央席は乗客にとって悲劇である、というものである。ボーイングは2-3-2にすることで、乗客が中央席に座る確率はわずか17%ですむとしている。これは、換言すれば、搭乗率が83%を超えなければ、すべての乗客が快適な窓側か通路側の席に座れることを意味する（搭乗率が83%以上となるのは相当な繁忙期くらいである）。
一方で、「経済効率が悪いのでは」という意見もあるが、その際ボーイングはこの「ミドルマンの悲劇」の対策であるということを強調している。とはいえ、スカイマークのように、横座席を1列増やして2-4-2の8列配置で運航していた航空会社もある。なお、8列配置の767のほとんどはチャーター便に用いられている。
なお、7列2通路の767と、ワイドボディ機が就航できないラガーディア空港対策のために導入された6列1通路の757とでは機体外径が大きく異なる割に輸送人員の差は少なく、757の経済性は際立っている。しかし販売実績は、並行生産中は「やや757優位」程度に留まっていた。757は総生産数1,049機で販売を終えた（2005年ロットアップ）一方、767は引き渡しされていないものを含め1,122機を販売して757を上回った（2013年12月末現在）。
エンジンは3種（要目欄参照）から選択して発注することが可能である。主翼面積は重量増加型にも対応できるように、その面積にゆとりを持たせたものとなった。太平洋横断路線や、日本 - ヨーロッパ間などの中長距離路線に就航できる航続距離を持っている。なお、洋上長距離路線への就航を行う際は、2発エンジン機のためにETOPSの取得が必要である。
また、757とは、操縦機器や操縦性をあわせるように作られており、操縦資格を共通化して両機を運用する航空会社の便を図っていることは前記した。
以前のボーイング機には存在した翼端渦を消す効果を持つウイングレッドがある設計にされておらず、飛行機の翼がしなやかに曲がることで翼端渦の発生を抑えている。
767は離陸時の機首上げ角度が他の機材と比べて高くなる傾向があり、通常の国内線であれば機首上げ角度は18度前後である。

## 派生型

### 767-200

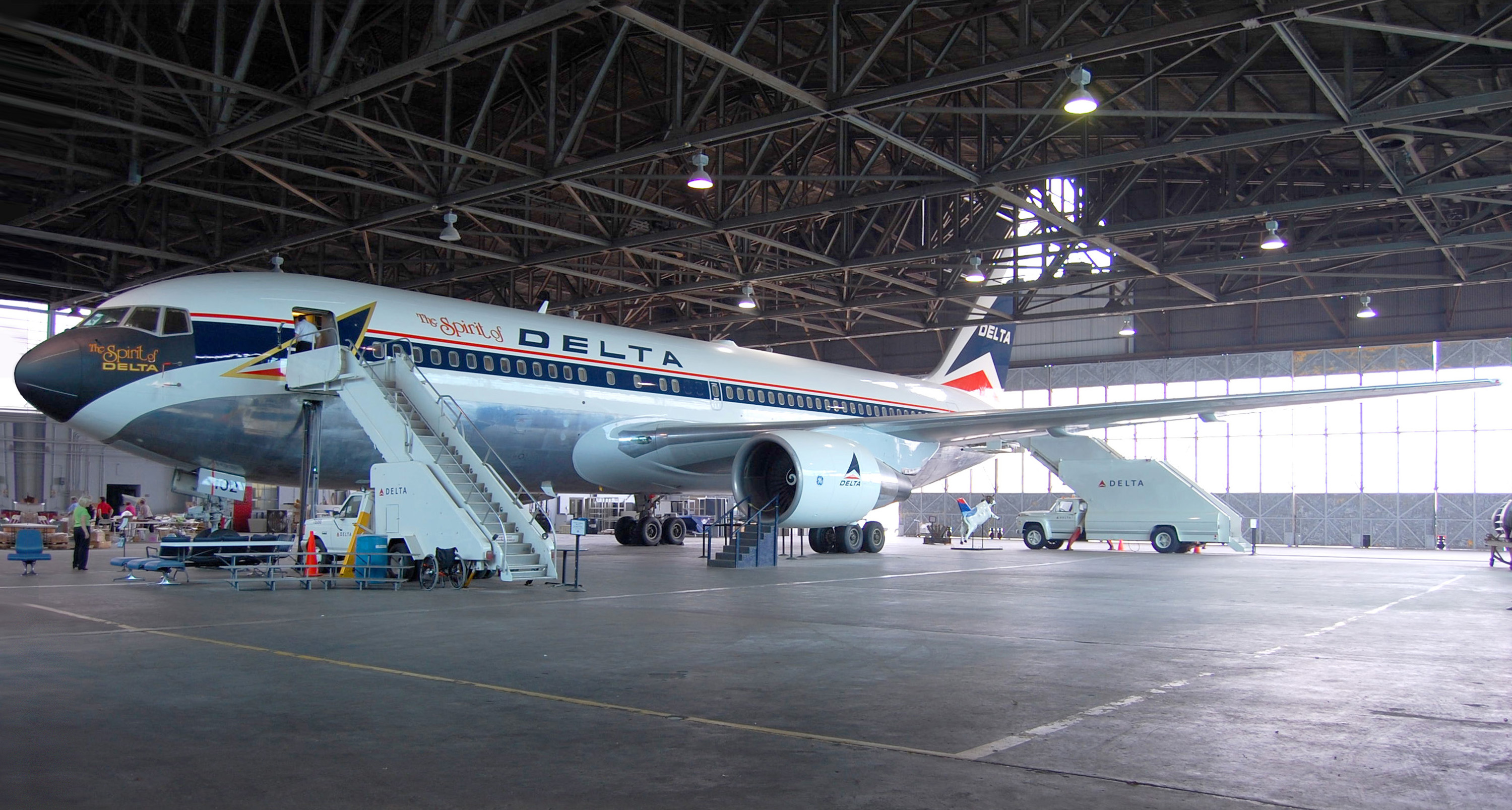
デルタ航空 767-200
「スピリット・オブ・デルタ」

1978年に生産が立ち上がり、1981年から1994年まで生産された767型機の最初期モデル。1982年にユナイテッド航空が運航を始めた。
当初は安全上の理由から、飛行試験用の1 - 4号機の操縦乗員を3人にしていたが、1981年9月にアメリカ政府の委員会が「新型機については2人乗務でも安全運航が可能」との結論を発表。またそれと同時にライバルのエアバスも、同クラスの新型機・A310での2人運航を本格化したため、ボーイングは急遽767を2人乗務へ設計変更した。６号機からは2人運航が可能な操縦席で製造し、1982年5月27日に初飛行を行っている。
2000年代以降では退役する機材もあり、日本航空と全日本空輸で運航されていた767-200はすべて退役している。全日本空輸で使用されていた機体は貨物機に改造され、アメリカのエアボーン・エクスプレスで使われている。デルタ航空でも退役が始まり、とくに同社の経営不振の際に社員が有志で購入した「ザ・スピリット・オブ・デルタ」と呼ばれた767-232（機体記号：N102DA）は2006年3月に退役し、ジョージア州アトランタ市の同社本社に所在するデルタ航空博物館へ寄贈された。
2001年のアメリカ同時多発テロでは、アメリカン航空とユナイテッド航空の767-200がアルカイダのテロリストにハイジャックされ、ニューヨークのワールド・トレード・センターに突入した。
この衝突はツインタワーの崩壊を招き、乗客や警察官や消防士を含む2763名が命を落とした。

### 767-200ER

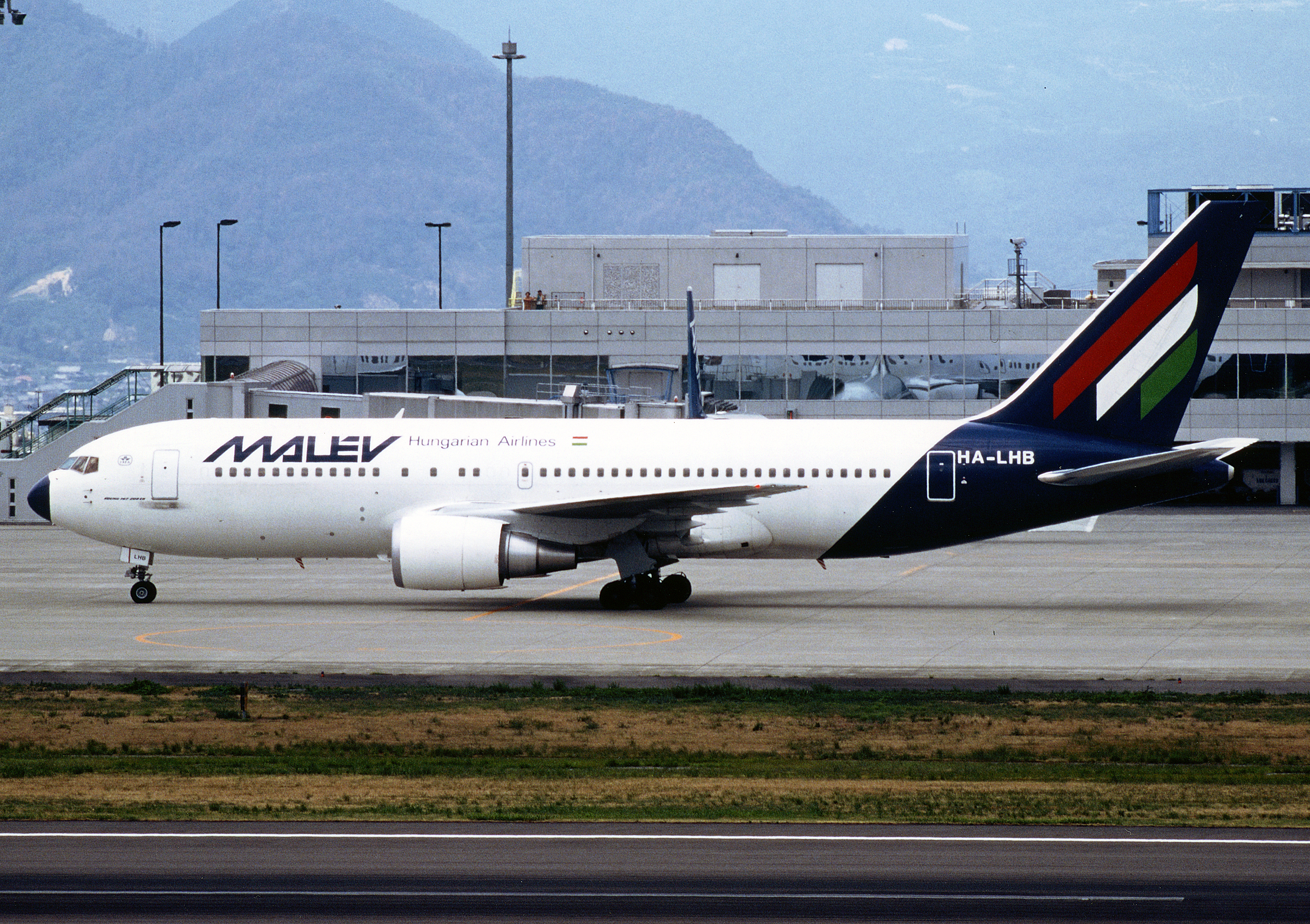
マレーヴ・ハンガリー航空 767-200ER

767-200に燃料容量増加などの改良を加え航続距離を伸ばしたタイプ。1984年にエル・アル・イスラエル航空が初運行を行った。初受注は1982年12月16日のエチオピア航空によるもの。航続距離は767-200の5,852kmに対し12,352kmと2倍になっている。軍用の派生型（詳細は以下参照）も767-200ERをベースに造られているものが多い。
なお、コンチネンタル航空(現在のユナイテッド航空)が運航する-200ER型には-400ERと同じ操縦席が装備されている。

### 767-300

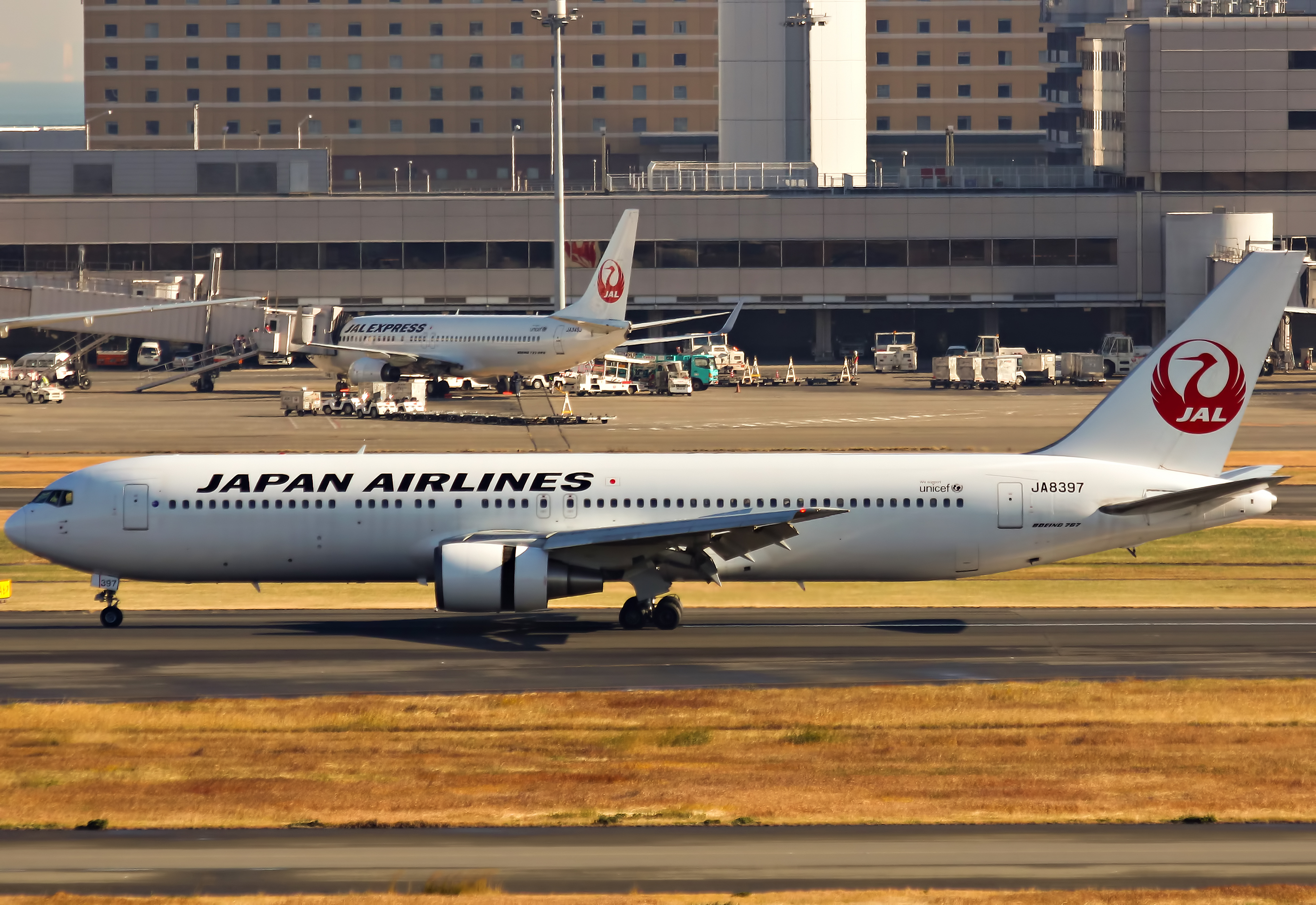
日本航空 767-300

767-200の胴体を6.43m延長し、座席数と貨物積載量の増加を行った機体。1982年9月29日発注の日本航空がローンチカスタマーで、同年の11月7日にはデルタ航空からも発注を受けている。初号機（日本航空のJA8234）は1986年1月30日に初飛行を行い、同年9月25日には初納入されている。
Amazon.comは貨物機へ改修された-300を自社専用機『Amazon One』として40機導入することを予定している（運行はアトラス航空などへ委託）。

### 767-300ER

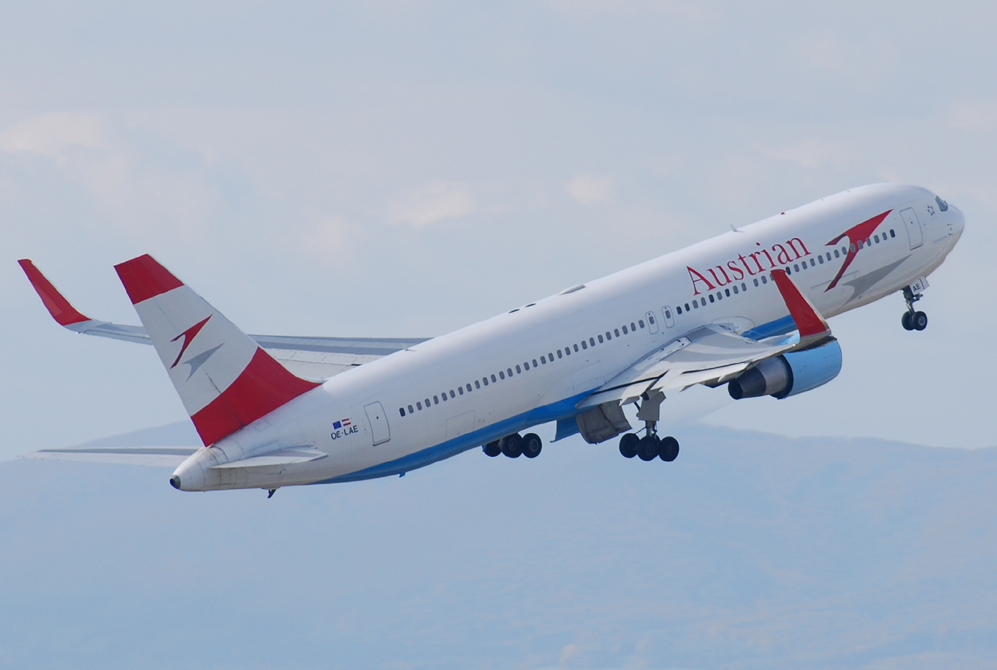
ウィングレットを装着したオーストリア航空の767-300ER

767-300に新型エンジンを搭載し、燃料容量を増加、航続距離を伸ばしたもの。767-300の航続距離は7,340kmだが、-300ERでは11,306kmとなっている。初受注はアメリカン航空によるもので、計画は1984年7月21日に正式にローンチしている。初号機は1986年12月9日に初飛行し、ローンチカスタマーのアメリカン航空へは1988年2月19日に納入されている。機体の設計変更は767-200から-200ERへ行われたものと同様であるが、重量増加の対策として客室などの素材を一部強化している。767の派生型の中では最多製造機数となった。のちに燃費低減を目的として、737NGシリーズで採用しているウィングレットが用意され、アメリカン航空などが採用している。
なお、767の標準仕様では、最大客席数は290席に制限されるが、-300ERではオプション扱いで非常口配置を変更することを可能とし、これによって最大客席数を350席まで増加させることを可能とした。非常口配置は以下の3種類存在する。
A-III-III-A
標準仕様。タイプAドアが最前部と最後部にあり、主翼上にタイプIIIの非常口が2つ並ぶ。
A-A-III-A
オプション仕様。タイプAドアは最前部と最後部に加えて主翼前方にも設置、主翼上にタイプIIIの非常口を1つ設置。
A-A-I-A
オプション仕様。タイプAドアは最前部と最後部に加えて主翼前方にも設置、主翼後方にタイプIの非常口を1つ設置。

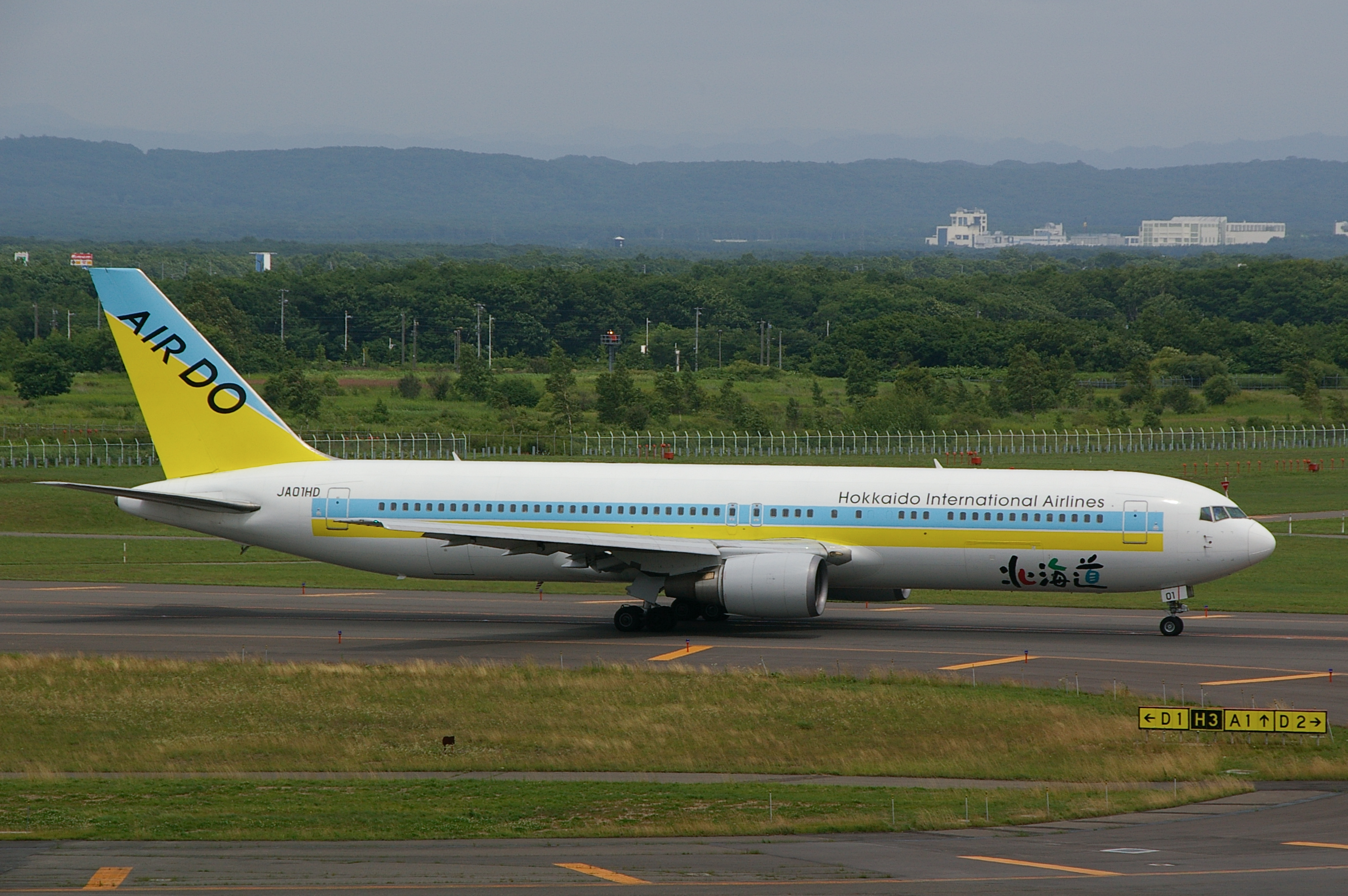
標準仕様「A-III-III-A」
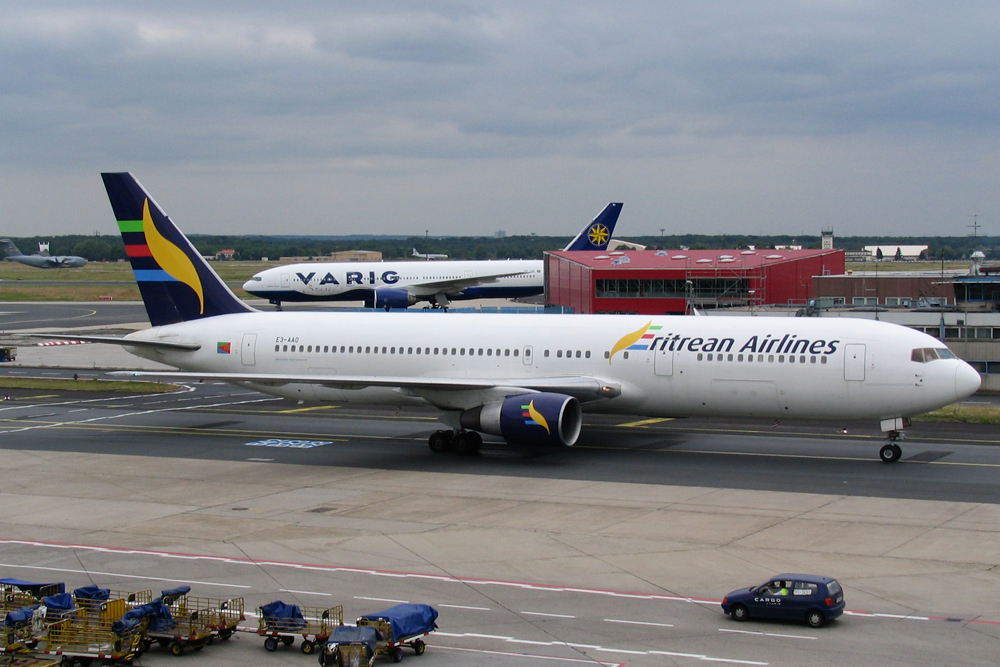
オプション「A-A-III-A」
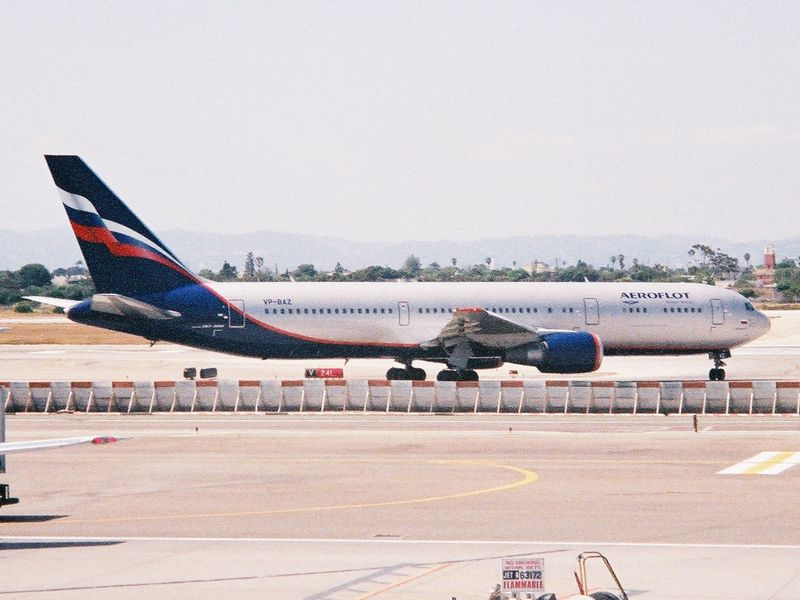
オプション「A-A-I-A」

このように、同一機種で複数の扉配置をオプションとして設定したのは、ボーイングのジェット旅客機の中でも757と767のみである。

### 767-400ER
767-300の胴体を6.43m延長し、操縦席を777スタイルのものに変更した派生型。デルタ航空が運航するロッキード L-1011 トライスターの後継機を、300席級の長距離洋上飛行路線用として導入したい、という要望に応えるため開発された。胴体延長に対応して、機種上げ時の尾部の接地（テールストライク）を防ぐため、尾部にテールスキッドを装備するとともに、メインギア（主脚）の高さを46センチメートル高くしている。ただし、ノーズギア（前脚）の高さは変わらないため、地上ではやや前傾気味の姿勢となる。また、後退翼（レイクド・ウィングチップ）を設けたことにより、主翼幅は片側あたり7フィート8インチ (2.2m) 延長されている。
コックピットの大きな設計変更が行われたが、既存の767、757と操縦資格は共通である。
1997年3月20日にデルタ航空が21機確定発注したことにより、計画が正式にローンチした。1999年10月9日に初飛行し、2001年9月14日にユナイテッド航空（旧：コンチネンタル航空）に初納入されている。なお、-400ERはデルタ航空とユナイテッド航空のみが定期旅客便として運航しているほか、1機だけバーレーン王室のVIP仕様機が在籍している。
なお、767-400という型式は存在しない。前述のように長距離路線用として開発されたため、構造は767-200ERや767-300ERをベースとしている。そのため767-400ERと名付けられた。ただし、-200ERや-300ERに比べ航続距離はやや劣る。

### 767-300F

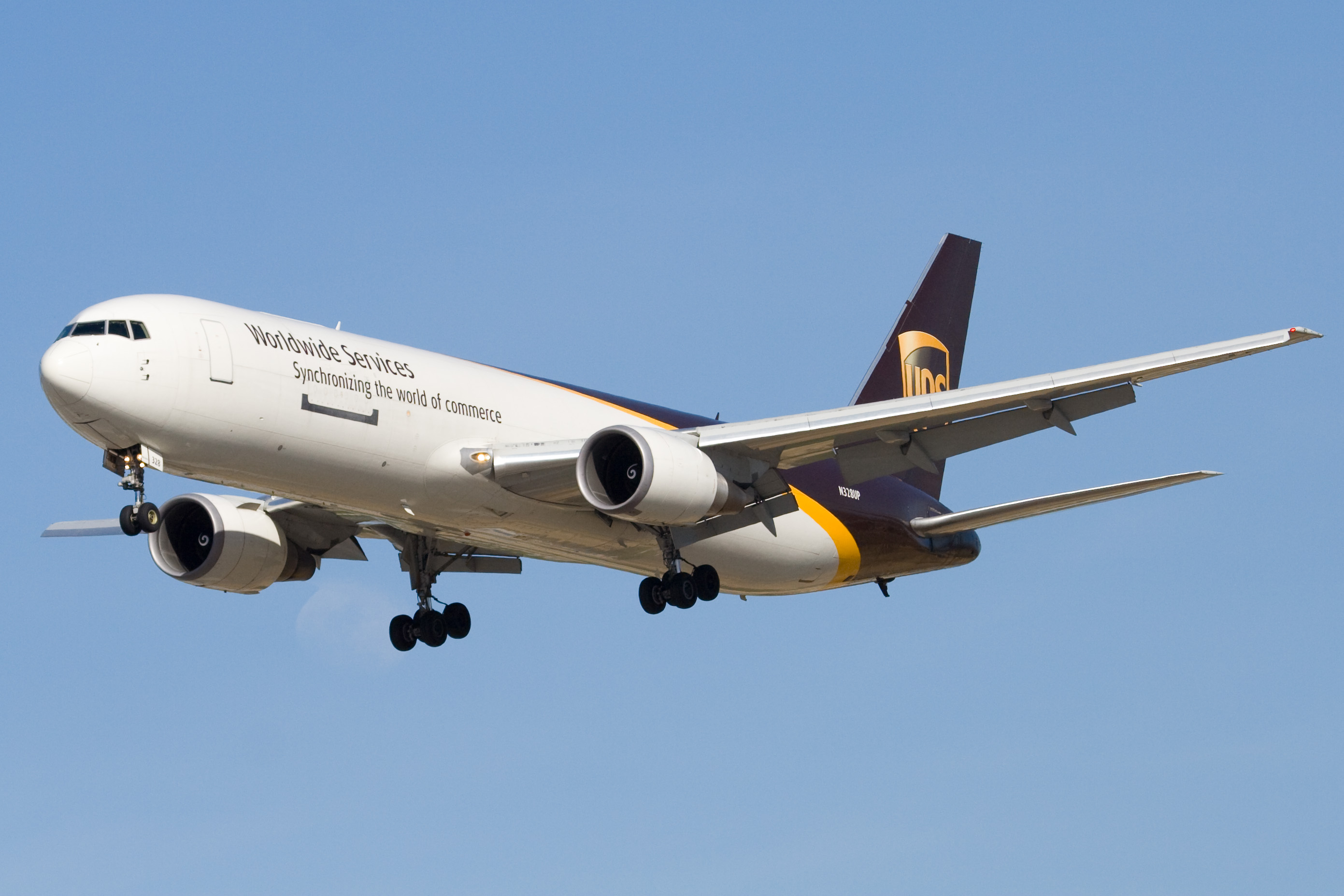
ユナイテッド・パーセル・サービス 767-300F

767-300ERの貨物専用型。1993年1月15日にユナイテッド・パーセル・サービス (UPS) が30機を確定発注し、計画が正式ローンチした。
窓やドアの一部撤去などのほか、操縦席に従来の補助席（ジャンプシート）2名分に加え、荷主用ジャンプシートも追加され計3名分を設け座れるようにしている。
一部機材で、先述のB767-300ERと同じくブレンディングウィングレット装着も行われている。

### 767-300BCF

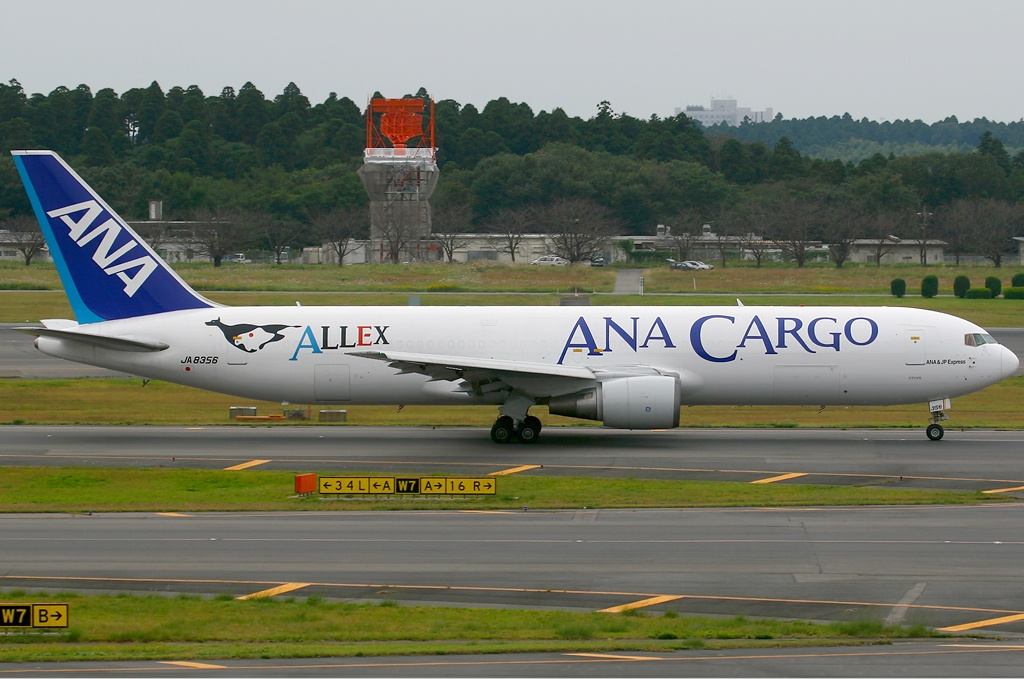
全日本空輸 767-300BCF

ボーイングの旅客型→貨物型への中途改修 (Boeing Converted Freighter) プログラムで、767-300ERの中古機を基に改修される。改修はシンガポールのSASCO（STアビエーション・サービス社）のシンガポール工場が担当する。
ローンチカスタマーは全日本空輸で、2005年に自社の中古機の767-300ERの7機をベースに発注（当初は3機発注、4機オプションだったがその後追加装備分も正式発注）した。
改修第1号となったJA8286の改修作業は2007年に開始した。改修内容は、旅客型の内部機材と内装の取り外し、メインデッキ周辺機材、および貨物口の側面設置、メインデッキ床の張り替え、耐9-G 貨物障壁、貨物処理新システム、最大離陸重量の改善、およびその他の装備・性能向上である。
完成後初飛行は2008年4月9日で、翌4月10日に試験飛行を兼ねてアメリカ、シアトルまでの無着陸飛行をしながら、各種試験項目を実施した。その後FAAから認証を得て、5月26日再びシンガポールのSASCO（STアビエーション・サービス社）への長距離飛行を行い、6月16日に全日本空輸に引き渡された。
2024年2月19日、JAL CARGOでも旅客型767-300ERを貨物機に改修した767-300BCFの運航を開始する予定で、東アジアへの路線を中心に国内線でも運航が計画される。

### 軍用機型

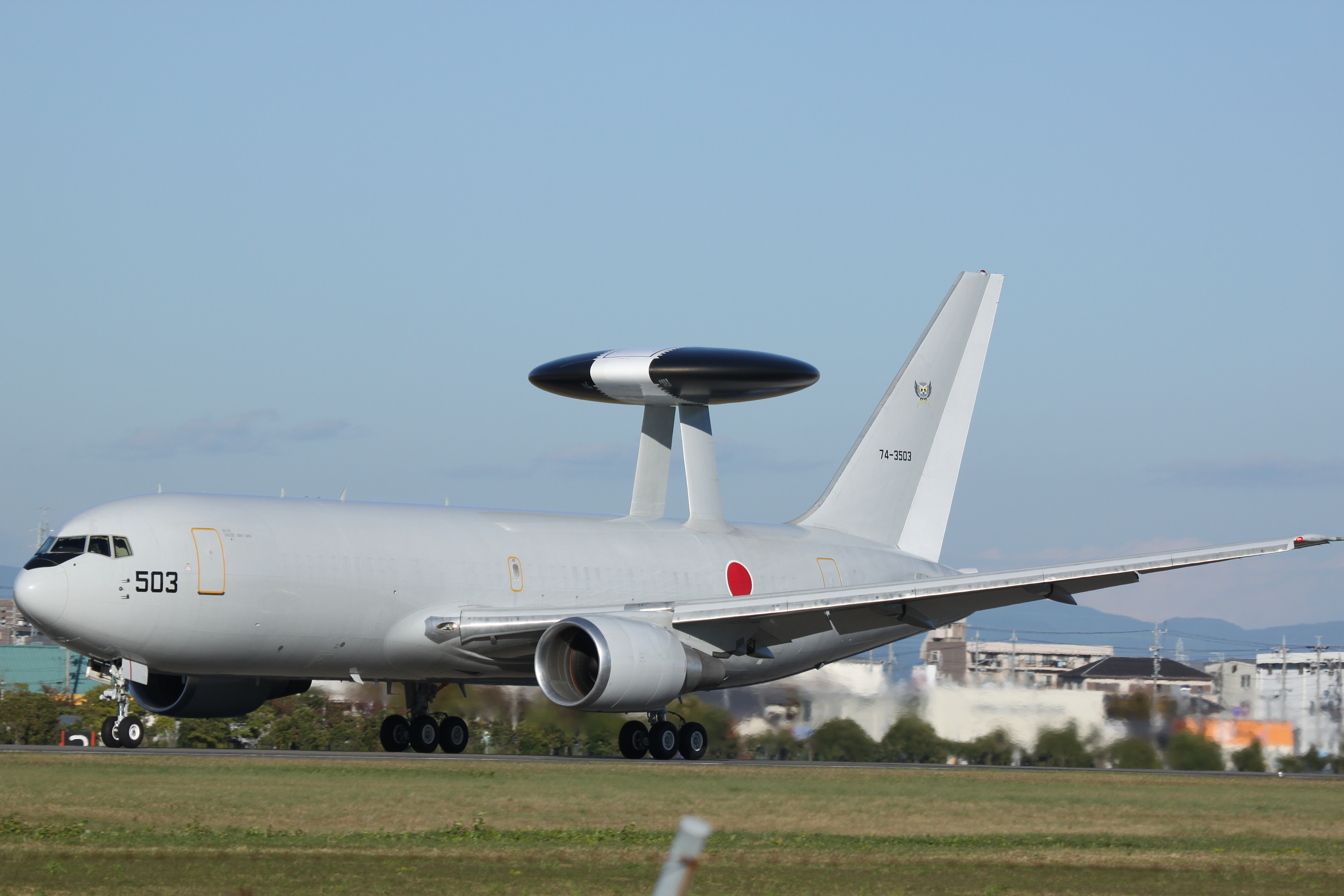
航空自衛隊 E-767

E-767
AWACS（空中警戒管制機）型（航空自衛隊採用）-200ERベース
KC-767
空中給油・輸送機型（イタリア空軍、航空自衛隊採用）-200ERベース
E-10
MC2A(Multi-Sensor Command and Control Aircraft)型 E-3C・E-8C・RC-135後継機（2008年4月時点、実証試作機の開発のみ継続中で、量産計画はキャンセルされている） -400ERベース
KC-46
空中給油・輸送機型 （アメリカ空軍、航空自衛隊採用）-200ERベース（-2C）

### 計画中止になった発展型
767-X
胴体中央部より後方部分を2階建てにした派生型。
1986年に発表されたが、開発が中止された。
767-100
短胴型。計画のみ。
767-400LR
航続距離延長型：767-400ERの水平尾翼に7,571 Lの燃料タンクを増設することで、航続距離が900 km前後延長するというもの。
これらは787の開発決定により中止された。

## 主な運航会社

### 旅客型

#### 767-200型
- エア・ジンバブエ
- コムルックス・アルバ
- イースタン航空 (LLC)
- ヨルダン・アビエーション
- オムニ・エア・インターナショナル
- UTエアー

#### 767-300型
- エア・アスタナ
- エア・カナダ・ルージュ
- ニューギニア航空
- 全日本空輸
- アルキア・イスラエル航空
- アシアナ航空
- アトラス航空
- オーストリア航空
- アゼルバイジャン航空
- アズール・エア
- アズール・エア・ウクライナ
- ブルーパノラマ航空
- ボリビアーナ航空
- CEIBAインターコンチネンタル
- コンドル航空
- デルタ航空
- イースタン航空 (2018)
- エチオピア航空
- ユーロ・アトランティック航空
- 北海道国際航空
- アイスランド航空
- ペガス・フライ
- 日本航空
- カーム航空
- ラスベガス・サンズ
- LATAM アルヘンティナ
- LATAM ブラジル
- LATAM チリ
- MIATモンゴル航空
- ネオス
- ニューイングランド・ペイトリオッツ
- オムニ・エア・インターナショナル
- プリビリッジ・スタイル
- ロイヤル・エア・モロッコ
- ロイヤル・フライト
- サンデー航空
- タイタン・エアウェイズ
- TUIフライ・ベルギー
- TUIフライ・ネーデルラント
- TUIエアウェイズ
- TUIフライ・ノルディック
- ウクライナ国際航空
- ユナイテッド航空
- 国際連合（運航はエチオピア航空）
- ウズベキスタン航空

#### 767-400型
- デルタ航空
- ユナイテッド航空

### 貨物型

#### 767-200型
- ABXエア
- アエロユニオン
- エア・トランスポート・インターナショナル
- アメリジェット・インターナショナル
- アトラス航空
- カーゴジェット航空
- DHL
- ラヤ航空
- スター・エア
- ウエスト・エア・スウェーデン

#### 767-300型
- ABXエア
- エア・インチョン
- エア・カナダ
- エア・トランスポート・インターナショナル
- 全日本空輸
- アロハ・エアカーゴ
- アマゾン・エア
- アメリジェット・インターナショナル
- アシアナ航空
- アトラス航空
- カーゴジェット航空
- DHLエア UK
- エキスプレス・フレイター
- フェデックス・エクスプレス
- 日本航空
- カリッタ・エア
- LATAM カーゴ・ブラジル
- LATAM カーゴ・チリ
- LATAM カーゴ・コロンビア
- LATAM カーゴ・メキシコ
- ノーザン・エアカーゴ
- ポーラー・エアカーゴ
- カンタス航空
- ロイヤル・エア・モロッコ
- 順豊航空
- スター・エア
- ストラット・エア
- タスマン・カーゴ航空
- UPS航空
- ウズベキスタン航空

## 仕様
| 項目＼機種 | 767-200 | 767-200ER | 767-300 | 767-300ER | 767-300F | 767-400ER |
| ---------- | --- | --- | --- | --- | --- | --- |
| 全長       | 48.5 m | 48.5 m | 54.9 m | 54.9 m | 54.9 m | 61.4 m |
| 全幅       | 47.6 m | 47.6 m | 47.6 m | 47.6 m | 47.6 m | 51.9 m |
| 乗員/乗客  | 2/181-255 | 2/181-255 | 2/218-351 | 2/218-351 | 2/0（貨物専用） | 2/245-375 |
| 貨物室容量 | 81.4 m3 | 81.4 m3 | 106.8 m3 | 106.8 m3 | 454 m3 | 129.6 m3 |
| 航続距離   | 9,400 km （5,200 海里） | 12,200 km （6,600 海里） | 9,700 km （5,230 海里） | 11,305 km （6,105 海里） | 6,050 km （3,270 海里） | 10,450 km （5,650 海里） |
| 巡航速度   | マッハ0.80（862km/h） | マッハ0.80（862km/h） | マッハ0.80（862km/h） | マッハ0.80（862km/h） | マッハ0.80（862km/h） | マッハ0.80（862km/h） |
| 発動機     | 高バイパス比ターボファンエンジン2基搭載、エンジンは次のいずれかを装備。 - ゼネラル・エレクトリック製CF6-80型（約29,500kg） - プラット・アンド・ホイットニー製JT9D-7R4またはPW4062型（約28,600kg） - ロールス・ロイス製RB211型（約27,200kg） | 高バイパス比ターボファンエンジン2基搭載、エンジンは次のいずれかを装備。 - ゼネラル・エレクトリック製CF6-80型（約29,500kg） - プラット・アンド・ホイットニー製JT9D-7R4またはPW4062型（約28,600kg） - ロールス・ロイス製RB211型（約27,200kg） | 高バイパス比ターボファンエンジン2基搭載、エンジンは次のいずれかを装備。 - ゼネラル・エレクトリック製CF6-80型（約29,500kg） - プラット・アンド・ホイットニー製JT9D-7R4またはPW4062型（約28,600kg） - ロールス・ロイス製RB211型（約27,200kg） | 高バイパス比ターボファンエンジン2基搭載、エンジンは次のいずれかを装備。 - ゼネラル・エレクトリック製CF6-80型（約29,500kg） - プラット・アンド・ホイットニー製JT9D-7R4またはPW4062型（約28,600kg） - ロールス・ロイス製RB211型（約27,200kg） | 高バイパス比ターボファンエンジン2基搭載、エンジンは次のいずれかを装備。 - ゼネラル・エレクトリック製CF6-80型（約29,500kg） - プラット・アンド・ホイットニー製JT9D-7R4またはPW4062型（約28,600kg） - ロールス・ロイス製RB211型（約27,200kg） | 高バイパス比ターボファンエンジン2基搭載、エンジンは次のいずれかを装備。 - ゼネラル・エレクトリック製CF6-80型（約29,500kg） - プラット・アンド・ホイットニー製JT9D-7R4またはPW4062型（約28,600kg） - ロールス・ロイス製RB211型（約27,200kg） |

## 767の年別発注・納入数・受注残
- 2023年11月26日時点のデータ

### 発注数
|      |      | 2023 | 2022 | 2021 | 2020 | 2019 | 2018 | 2017 | 2016 | 2015 | 2014 | 2013 | 2012 | 2011 | 2010 | 2009 | 2008 | 2007 | 2006 | 2005 | 2004 | 2003 | 2002 |
|      |      | 15   | 31   | 65   | 11   | 26   | 40   | 15   | 26   | 49   | 4    | 2    | 22   | 42   | 3    | 7    | 24   | 36   | 10   | 19   | 9    | 11   | 8    |
| 2001 | 2000 | 1999 | 1998 | 1997 | 1996 | 1995 | 1994 | 1993 | 1992 | 1991 | 1990 | 1989 | 1988 | 1987 | 1986 | 1985 | 1984 | 1983 | 1982 | 1981 | 1980 | 1979 | 1978 |
| 40   | 9    | 30   | 38   | 79   | 43   | 22   | 17   | 54   | 21   | 65   | 52   | 100  | 83   | 57   | 23   | 38   | 15   | 20   | 2    | 5    | 11   | 45   | 49   |

### 納入数
|      |      | 2023 | 2022 | 2021 | 2020 | 2019 | 2018 | 2017 | 2016 | 2015 | 2014 | 2013 | 2012 | 2011 | 2010 | 2009 | 2008 | 2007 | 2006 | 2005 | 2004 | 2003 | 2002 |
|      |      | 23   | 33   | 32   | 30   | 43   | 27   | 10   | 13   | 16   | 6    | 21   | 26   | 12   | 13   | 10   | 12   | 12   | 10   | 9    | 24   | 35   | 40   |
| 2001 | 2000 | 1999 | 1998 | 1997 | 1996 | 1995 | 1994 | 1993 | 1992 | 1991 | 1990 | 1989 | 1988 | 1987 | 1986 | 1985 | 1984 | 1983 | 1982 | 1981 | 1980 | 1979 | 1978 |
| 44   | 44   | 47   | 42   | 43   | 37   | 41   | 20   | 51   | 63   | 62   | 60   | 37   | 53   | 37   | 27   | 25   | 29   | 55   | 20   | 0    | 0    | 0    | 0    |

### 受注残
| 300F | 2C |
| 41   | 57 |

- 近年は増産体制にある[30]。

### 発注機数と納入機数と発注残機数の一覧
ボーイング767の発注機数と納入機数(2023年11月時点 )。
|                | 発注  | 納入  | 残 |
| -------------- | ----- | ----- | -- |
| 767-200        | 128   | 128   | —  |
| 767-200ER      | 121   | 121   | —  |
| 767-2C (KC-46) | 138   | 81    | 57 |
| 767-300        | 104   | 104   | —  |
| 767-300ER      | 583   | 583   | —  |
| 767-300F       | 280   | 239   | 41 |
| 767-400ER      | 38    | 38    | —  |
| 合計           | 1,392 | 1,294 | 98 |

## 競合機種
- エアバス A310
- エアバス A330-200

## 事故・インシデント
- アメリカン航空11便テロ事件（死者1600人以上）
- ユナイテッド航空175便テロ事件（死者900人以上）
- ラウダ航空004便墜落事故（死者223人）
- エジプト航空990便墜落事故（死者217人）
- 中国国際航空129便墜落事故（死者129人）
- エチオピア航空961便ハイジャック墜落事件（死者123人）
- アトラス航空3591便墜落事故（死者3人）
- エア・カナダ143便滑空事故（死者なし）
- アメリカン航空383便エンジン火災事故（死者なし）
- LOTポーランド航空16便胴体着陸事故（死者なし）

### 事故概略
（2004年現在）
- 機体損失事故：6回、総計568人死亡。
- 他の原因：2回、総計0人死亡（クウェートに侵攻したイラク軍に強奪されたクウェート航空の2機が湾岸戦争で破壊）。
- ハイジャック：5回、総計282人死亡（同時多発テロ含む、地上の死者除く）。

## 日本における採用

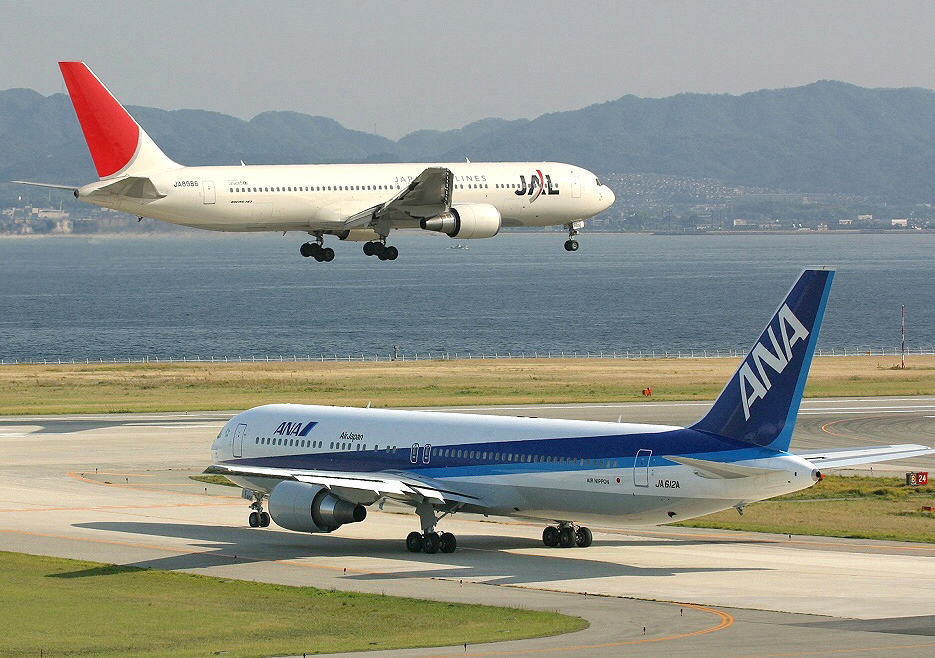
日本航空の767-300（上）と、全日本空輸の767-300ER

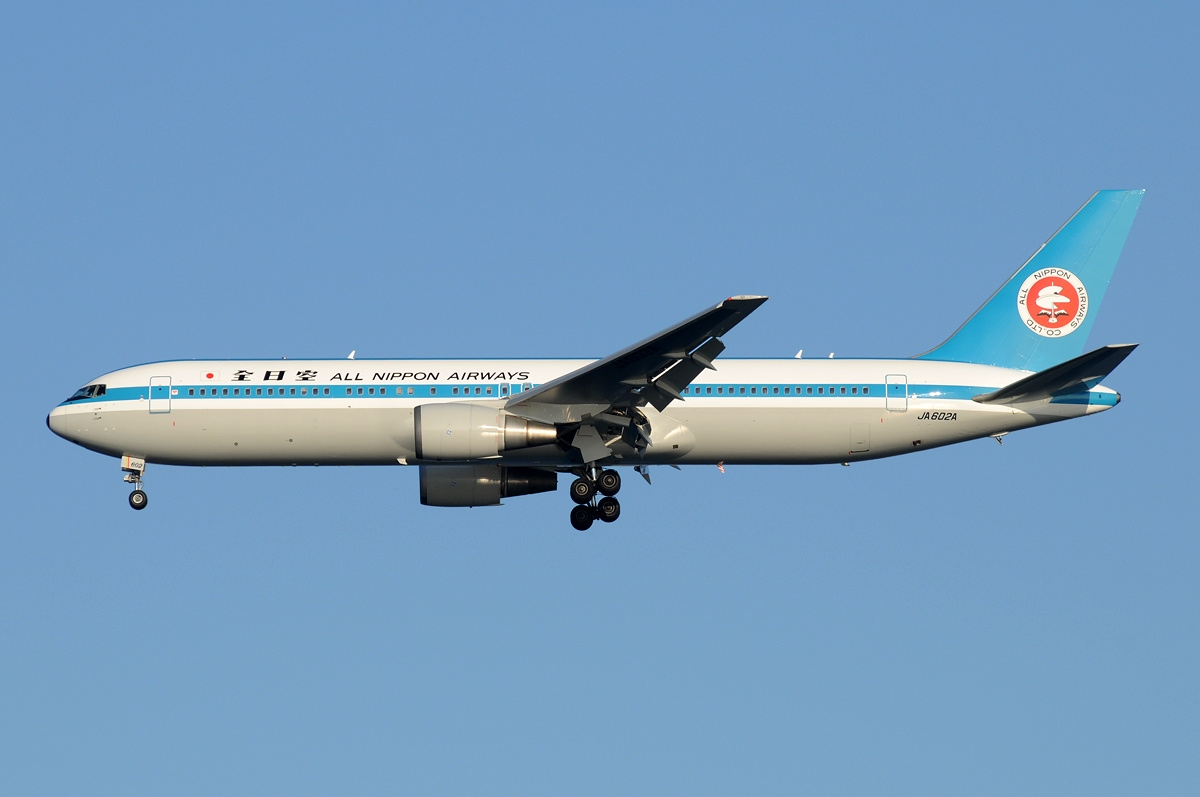
全日本空輸復刻塗装の767-300

2024年現在、日本の航空会社では日本航空（貨物型あり）、全日本空輸（貨物型あり）、AIRDOの3社で使用されている。過去には日本アジア航空と南西航空（現・日本トランスオーシャン航空）、スカイマークでも使用されていたほか、レキオス航空が導入を計画していたものの実現されていない。日本航空は767-300のローンチカスタマーである。全日本空輸は767を大量に導入し、その数は世界第2位である。
全日本空輸、日本航空、北海道国際航空の-200はすでに全機が退役している。-300も初期に導入された機体は製造から20年以上経過しているものもあり、全日本空輸も日本航空も経年機は787などによる置き換えが順次予定されている。日本航空は2009年から、全日本空輸はAIRDO移籍分を除いて2012年から退役が始まったものの、787の製造遅れや相次ぐトラブル発生のため置き換えは遅れ、日本航空と全日本空輸はボーイングと交渉の末に-300を発注している。これは事実上のボーイングによる納期遅れに対する補償となり、全日本空輸の機材に限っては全機ウィングレットを装着して納入された。なお、このうち1機は767の製造1000機目となる機体（JA622A）である。日本航空の機材も6機に対してウィングレット装着を決めていたが、その後は9機にウィングレットを装着した。
エンジンは日本航空がプラット・アンド・ホイットニー JT9D-7Rシリーズ、全日本空輸がゼネラル・エレクトリックCF6-80シリーズを採用したが、JT9Dエンジンの生産中止に伴い、日本航空も1994年以降の機体は747-400にも使用しているCF6-80シリーズに変更している。
一方、航空自衛隊では、767初の軍用型として、早期警戒管制機に改造したE-767を4機導入した。また、空中給油機としてKC-767を6機導入し、KC-46を9機導入する予定。
陸上自衛隊でも、中古の767の胴体を購入し、ハイジャックなど特殊事案を想定したとみられる訓練施設へと転用した「大型航空機機体型訓練装置」を習志野演習場敷地内に設置している。

## 日本における主な事故
- 全日空機下地島オーバーラン事故 - 767の日本における唯一の事故喪失例。
- 全日空機成田空港オーバーラン事故
- 日本航空福岡空港急ブレーキ事故
- 日本航空羽田空港かく座事故